# El Coco, San Luis Potosí
El Coco är en ort i Mexiko.   Den ligger i kommunen Santa Catarina och delstaten San Luis Potosí, i den centrala delen av landet, 250 km norr om huvudstaden Mexico City. El Coco ligger 461 meter över havet och antalet invånare är 414.
Terrängen runt El Coco är kuperad. Runt El Coco är det ganska glesbefolkat, med 21 invånare per kvadratkilometer. Närmaste större samhälle är San Diego, 17,5 km sydväst om El Coco. I omgivningarna runt El Coco växer huvudsakligen savannskog.